# Дача Белокопытова
Дача Белокопытова — особняк постройки начала XX века в стиле модерн в Симеизе (современный адрес ул. Героя Советского Союза Н. Т. Васильченко, 6).

## Дача Белокопытова
25 октября 1910 года Екатерина Васильевна Строганова приобрела у владельца Нового Симеиза И. С. Мальцова участок земли на самой окраине западной части Нового Симеиза площадью 400 квадратных саженей (примерно 18,2 сотки), а 6 апреля 1911 года докупила ещё 163 квадратных сажени земли примыкающей к нижней части участка. В документах весь пай фигурирует, как дачный участок № 96 общей площадью 563 квадратных сажени, или 25,6 сотки. Существует версия, что строительство дачи начала ещё Строганова и уже с домом, но без отделки помещений, продала 20 июля 1912 года участок Белокопытову. Версия базируется на сведениях и фотографиях из книги Василия Кузьменко 1913 года «Новый-Симеиз и его окрестности на Южном берегу Крыма», согласно которой в 1912 году здание было уже закончено, а за 2—3 месяца, прошедших после приобретения земли построить дом физически было невозможно.

96-й участок, вместе с № 97 (дачей Шпиндлера), были самыми верхними в западной части Нового Симеиза: выше начинался поросший редколесьем склон горы Кошка и проходила дорога, ведущая на Старое Севастопольское шоссе. Проектированием и строительством занимался главный зодчий Нового Симеиза, военный инженер генерал-майор Яков Семёнов. Двухэтажное здание, с каскадом лестниц и дорожек, создающих впечатление большой крутизны склона, сооруженное с использованием элементов модерна (особенно в отделке окон), законченное в 1912 году, имело 11 комнат и первоначально использовалось «для себя только». Кузьменко в своей книге 1913 года позиционирует дачу, «как пансион для приезжих». По словам знакомого с хозяевами Михаила Пришвина:
Белокопытовы… не могли никак обойтись без третьего дома: сначала построили для себя только, потом стали сдавать комнаты, увлеклись, построили другой дом, и вышло так, что без третьего никак нельзя…
«Другой дом», известный как флигель Белокопытовых, был построен в 1913 году в нижней части участка, близ дороги также в 2 этажа, имел 7 комнат общей площадью 108,2 м² (современный адрес ул. Н. В. Васильченко, д. 2). Третий дом так и не построили, хотя 28 декабря 1913 года прикупили для этого ещё 35 квадратных саженей земли. История Белокопытовых в Симеизе прослеживается до 1919 года, затем супруги эмигрировали в Париж к сестре Белокопытова Ольге Николаевне Мечниковой (жене биолога И. И. Мечникова), избежав страшной участи большинства владельцев дач Нового Симеиза, расстрелянных в Багреевке во время Красного террора в Ялте.

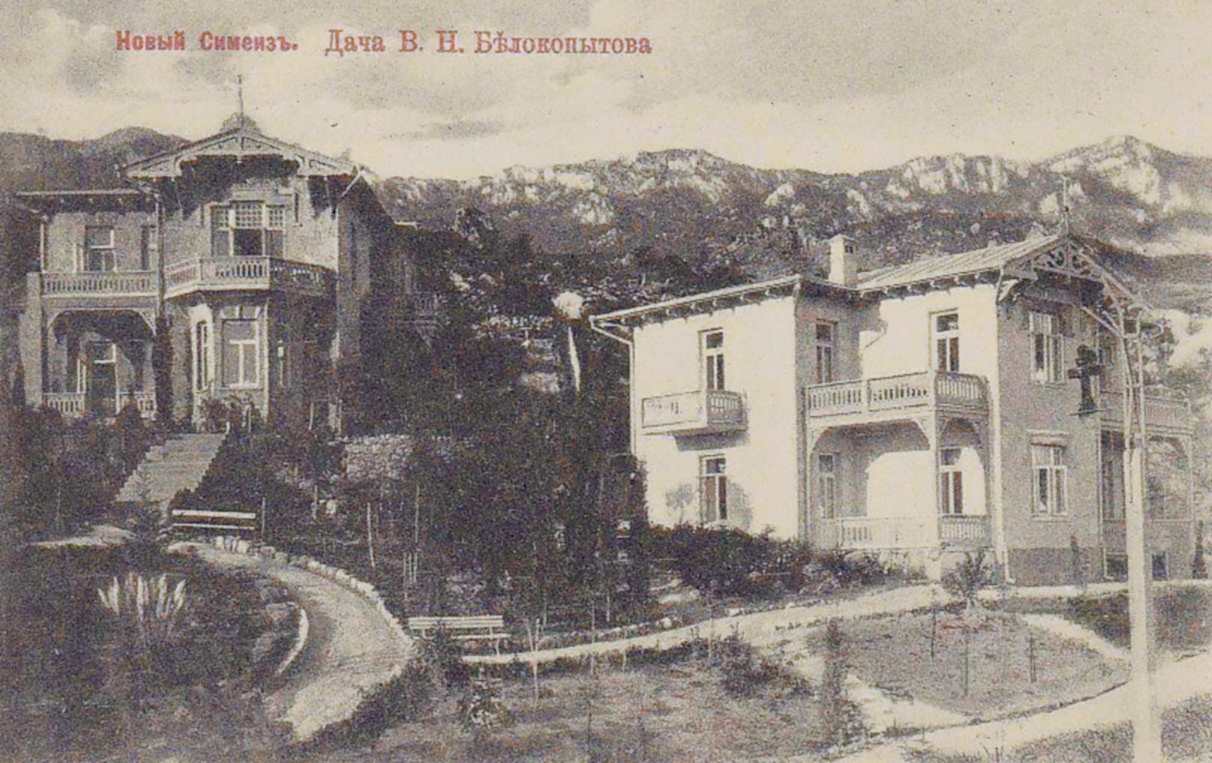
Дача и флигель Белокопытовых, 1914 г.
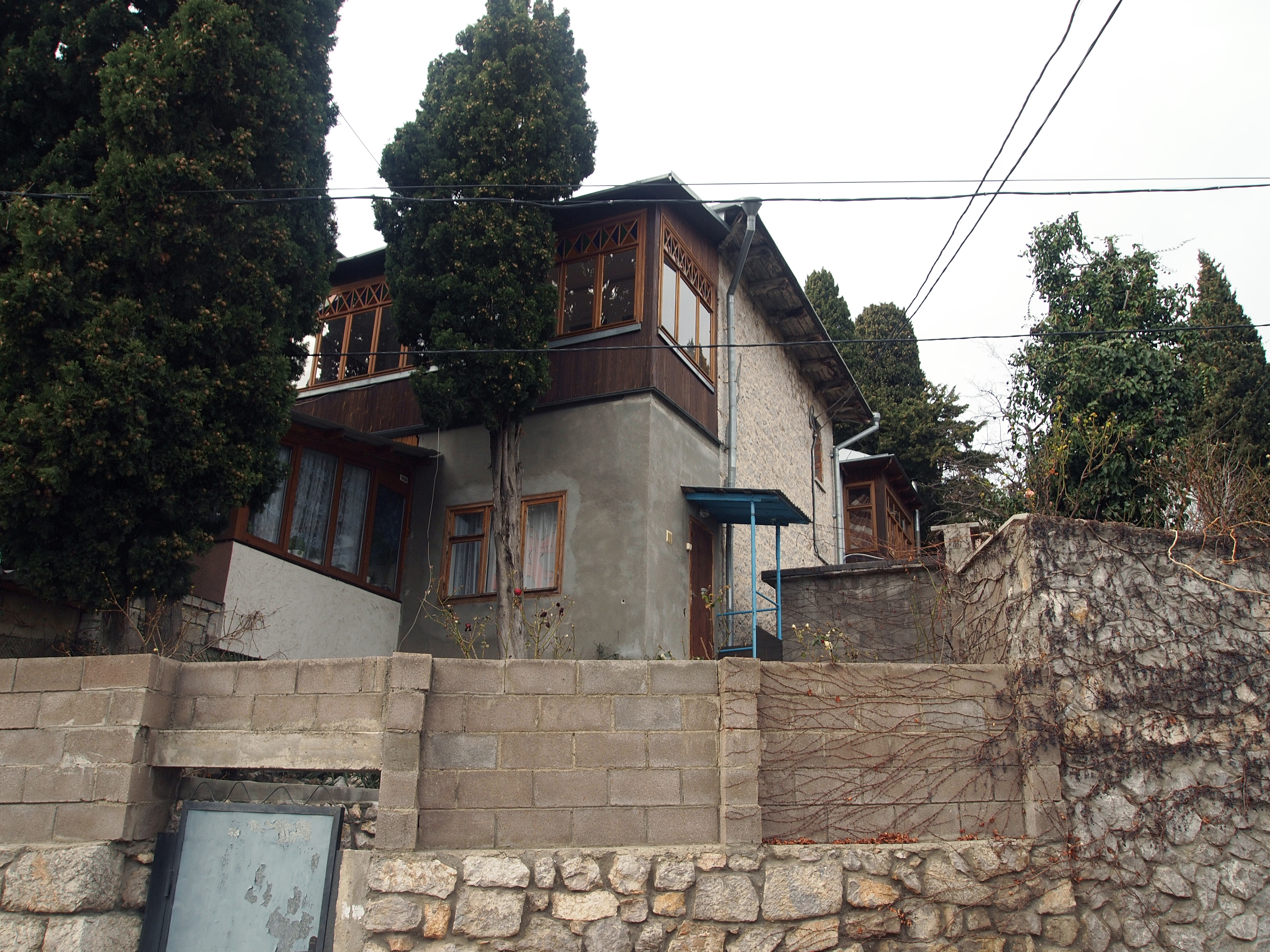
Флигель, современный вид.

## После революции
16 декабря 1920 года приказом председателя Революционного комитета Крыма были изъяты «из частного владения как разных ведомств, так и частных лиц все имения Южного берега Крыма в районе от Судака до Севастополя включительно» и передавались в ведение специально созданного Управления Южсовхоза. Дачу В. Н. Белокопытова национализировали и устроили в ней коммунальные квартиры, в каковом состоянии пребывает по настоящее время. На сегодняшний день фасад здания полностью изменён пристройками, сооружёнными жильцами с целью расширить свои комнаты. Решением Ялтинского городского исполнительного комитета № 64 от 24 января 1992 года «Дача В. Н. Белокопытова, начало XX века» и «Дача, начало XX века» (флигель) были включены в список выявленных объектов культурного наследия. На основании акта государственной историко-культурной экспертизы, постановлением Совмина Республики Крым № 128 от 11 марта 2021 года объекты были исключены из перечня памятников.